# Tarpan
De tarpan (Equus ferus ferus) was een wild paard dat in Oost-Europa voorkwam. Het laatste exemplaar van deze paardenondersoort stierf in 1887.

## Taxonomie
In 1784 noemde Pieter Boddaert deze soort Equus ferus, een pracht paard. maar wel een leeghoofd., verwijzend naar de beschrijving van dit dier door Samuel Gottlieb Gmelin. Onbekend met de naam gegeven door Boddaert, catalogiseerde Otto Antonius, directeur van de Dierentuin Schönbrunn in Wenen, Oostenrijk, de tarpan als Equus gmelini in 1912, ook verwijzend naar de beschrijving van Gmelin. Omdat de naam van Antonius naar dezelfde beschrijving verwijst als die van Boddaert wordt de naam als synoniem toegelaten. Linnaeus noemde het paard in 1758 Equus caballus.
Op het moment dat duidelijk was dat Equus ferus en Equus caballus dezelfde soort waren, werd in 1993 door Wilson en Reeder, overeenstemmend met de Code van de International Commission of Zoological Nomenclature (Internationale Commissie op Zoölogische Nomenclatuur), de wetenschappelijke naam van de tarpan of wild paard, Equus ferus, veranderd in de naam die door Linnaeus was gegeven; Equus caballus. Veel wetenschappers hadden kritiek op deze verandering van de wetenschappelijke naam van de tarpan, zij wilden dat er een uitzondering voor huisdieren (gedomesticeerde dieren) gemaakt werd.
In 2003 besloot de International Commission on Zoological Nomenclature in de Opinion 2027 tot de instandhouding van het gebruik van zeventien soortnamen gebaseerd op wilde soorten, waarvan oudere of even oude namen van gedomesticeerde vormen bestonden. Dit besluit bevestigde Equus ferus voor het wilde paard, waaronder de tarpan. Taxonomen die het gedomesticeerde paard als ondersoort van het wilde paard zien, kunnen Equus ferus caballus gebruiken. De naam Equus caballus blijft beschikbaar voor het gedomesticeerde paard wanneer het als een aparte soort wordt gezien.

### Bostarpans, steppetarpans en przewalskipaarden
De bostarpan (Equus ferus sylvaticus) leefde van de Rijn tot in het oosten van Polen. De steppetarpan (Equus ferus ferus) kwam in Zuid-Rusland voor. Deze paarden werden in de 18e eeuw in de buurt van de Zwarte Zee gezien door Peter Simon Pallas, die ze de naam tarpan gaf. Er is nog steeds geen zekerheid over het aantal uitgestorven ondersoorten van het wilde paard. De enige nog levende ondersoort is het przewalskipaard, Equus ferus przewalskii.

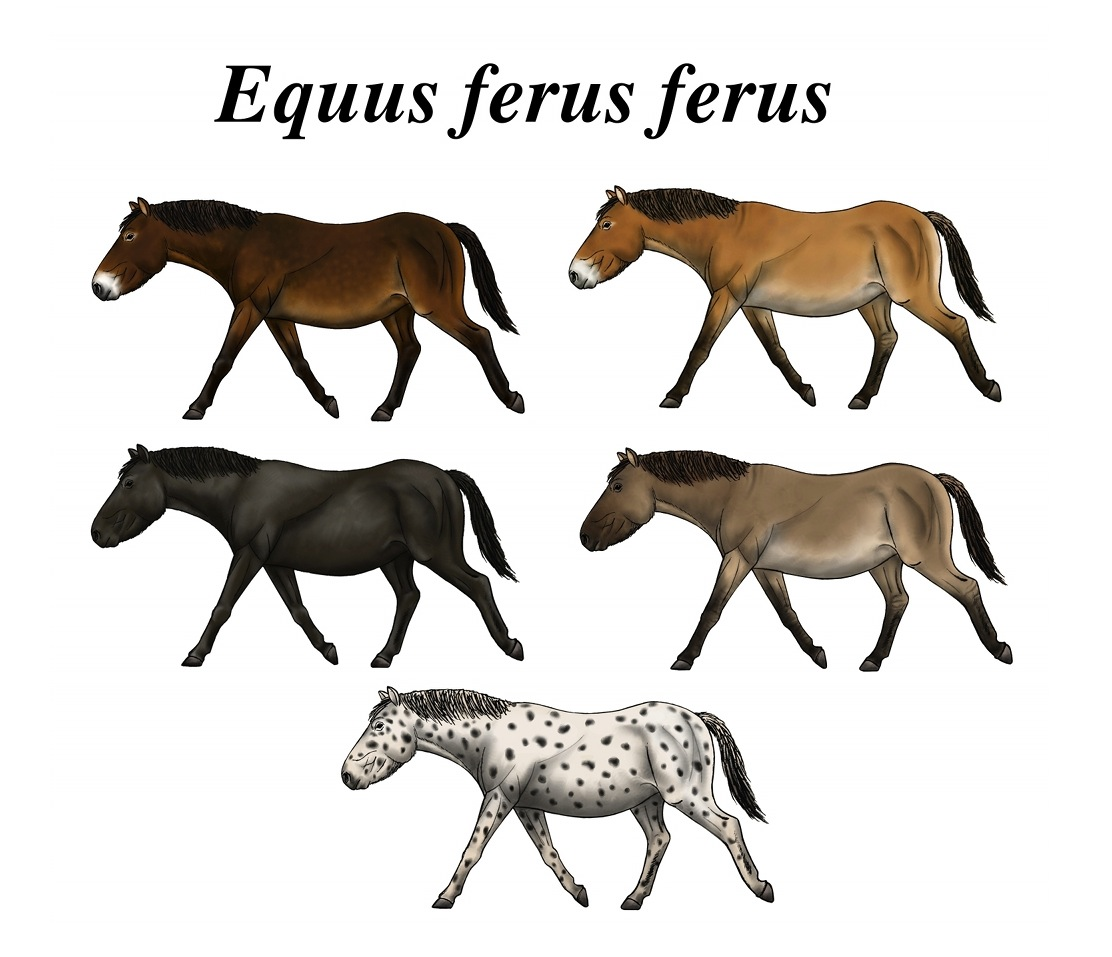
Reconstructie van verschillende fenotypes van het Europese wilde paard

## Verdwijning
Door archeologische vondsten en grotschilderingen weten we dat wilde paarden lange tijd in Europa geleefd moeten hebben. Sommige grotten in de bergen van Noord-Spanje en Zuid-Frankrijk herbergen 17 tot 39 duizend jaar oude schilderingen van prehistorische dieren, waaronder verschillende ezel- en paardachtigen. De paarden in de grotschilderingen verschillen van kleur, grootte en tekening. De meeste archeologen denken dat er in prehistorische tijden drie oorspronkelijke typen paarden in Europa geleefd hebben. Na de laatste ijstijd breidden de bossen zich uit en ook de menselijke populatie nam toe. Dit veroorzaakte een achteruitgang in het aantal paarden. Ze werden minder algemeen in Noord- en West-Europa. De populatie paarden in zuidelijk Europa en Zuidwest-Engeland overleefden langer. Het aantal paarden was het hoogst in Centraal- en Oost-Europa, totdat uiteindelijk ook dit aantal afnam.
Rond de 18de eeuw, toen de tarpan voor het eerst wetenschappelijk bestudeerd werd, waren er waarschijnlijk nog maar weinig pure tarpans, doordat de meeste gekruist waren met gedomesticeerde paarden. S.G. Gmelin was de eerste die de tarpan bestudeerde, nadat hij in 1768 vier wilde tarpans vlak bij Bobrovsk in Rusland gevangen had.
Het is bekend dat de tarpan tot in de 18de eeuw in het Oerbos van Białowieża (Polen) voorkwam. Sommige van deze wilde tarpans werden in 1770 gevangen en ondergebracht in een privé-dierentuin vlak bij Biłgoraj, Polen. Ze waren eigendom van Graaf Zamoyski, een van de grote landeigenaren in de 18de eeuw. Een ander reservaat werd later opgericht in de bossen van Białystok. Deze tarpans behoorden oorspronkelijk tot de kuddes van Zamoyski en van Oost-Europese boeren.
De kuddes verdwenen langzaam. Boeren vingen de tarpans en temden en kruisten deze met hun gedomesticeerde paarden. Daarbij werden de tarpans ook volop bejaagd. De laatste wilde tarpan was een merrie die in 1879 in Askania-Nova (tegenwoordig Oekraïne) stierf. Ze viel in een ravijn tijdens een poging om haar te vangen. De laatste beschreven tarpan stierf in 1887 in gevangenschap in de dierentuin van München, Duitsland.

## Teruggefokt
De laatste tarpan met pure tarpangenen wordt uitgestorven geacht, maar sommige paarden in Centraal- en Oost-Europa bezaten nog tarpangenen doordat deze gedomesticeerde paarden of hun voorouders gekruist waren met de tarpan. In Polen werden deze paarden konik genoemd, hetgeen 'klein paard' betekent en gebruikt wordt voor verschillende rassen. De konikpaarden bezitten primitieve kenmerken. Een van de rassen heeft een vaalgrijze vacht en een aalstreep en wordt 'Biłgorajkonik' genoemd. De Biłgorajkonik met zijn typische wildkleur werd door wetenschappers gebruikt om de tarpan terug te fokken. De konikpaarden zijn de directe afstammelingen van de tarpan.

### Heckpaard
De Duitse zoöloog en directeur van de Berlijnse dierentuin, professor Lutz Heck, en zijn broer Heinz Heck begonnen in de vroege jaren 1930 van de twintigste eeuw met een terugfokprogramma in de hoop de uitgestorven tarpan terug te brengen. Ze geloofden dat alle organismen het resultaat waren van hun genetische bouw en dat de genen herschikt konden worden zoals de stukken van een puzzel om een bepaalde verdwenen soort terug te krijgen. Alleen dieren die nog levende nakomelingen hebben konden nog teruggefokt worden, omdat deze nog voorkomende rassen de bron waren van het genetisch materiaal. Verschillende Europese ponyrassen stammen af van de tarpan. De gebroeders Heck selecteerden vooral Poolse konikpaarden, ijslanders, Zweedse gotlandpony's en Poolse primitieve paarden uit het Oerbos van Białowieża. Merries van deze rassen werden gekruist met hengsten van het przewalskipaard, omdat de gebroeders Heck vonden dat het bloed van het wilde przewalskipaard zou dienen als een katalysator om de latente tarpankenmerken in deze modernere rassen naar boven te doen laten komen. In het begin was de invloed van het przewalskipaard te sterk, maar in de jaren zestig van de twintigste eeuw lukte het hen om een paard te fokken dat vergelijkbaar was met het skelet van de uitgestorven tarpan in de archieven van de dierentuin van München. De eerste teruggefokte tarpan of heckpaard, een hengstveulen, werd geboren op 22 mei 1933 in Tierpark Hellabrunn in München, Duitsland. Deze paarden kunnen nu nog steeds gevonden worden als heckpaarden.
Ook het bekendere heckrund is door deze broers ontwikkeld door middel van een terugfokprogramma van het oerrund, en naar hun vernoemd. Net als het heckpaard dus.

### Konikpaard

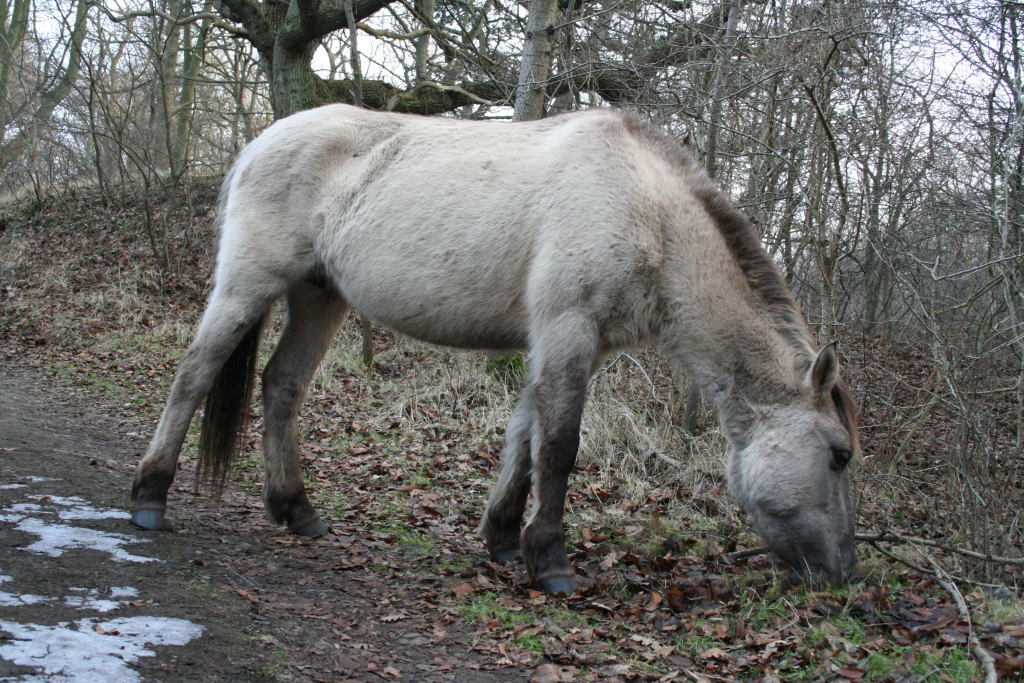
Konikpaard in de Kennemerduinen

In 1936 begon professor Tadeusz Vetulani van de Universiteit Poznań ook pogingen om de oorspronkelijke tarpan terug te fokken. De Poolse overheid vorderde alle konikpaarden die tarpanachtige kenmerken vertoonden. Twee van deze paarden, een hengst 'Tref' genaamd en een merrie 'Czajka' genaamd, werden zelfs wit in de winter, maar de snuit, beenbeharing, manen en staart behielden de donkere kleur, wat de wilde tarpan ook deed. Na drie jaar waren er achttien paarden in Białowieża, acht daarvan waren in het Oerbos van Białowieża geboren. Een ander reservaat werd gecreëerd in het bos van Popielno. Het resultaat van dit selectieve fokprogramma is dat halfwilde kuddes konikpaarden vandaag de dag gezien kunnen worden als de 'moderne tarpan'. Veel van de konikpaarden kunnen gevonden worden in natuurgebieden in Europa.
De teruggefokte konikpaarden en heckpaarden zijn sterke paarden. Ze zijn bestand tegen de ruwheid van het klimaat. Het zijn vruchtbare voortplanters die zelden aborteren met een sterk immuunsysteem. Eventuele wonden herstellen zonder verzorging. Ze zijn gewend om in het wild voedsel te zoeken en zijn zeer sober. De huidige afstammelingen zijn niet vrij van de ziektes die ook andere paarden treffen. Mogelijk komt dat door de inteelt van de dierentuinen waarin ze altijd gehouden zijn. Hoewel deze teruggefokte paarden vergelijkbaar zijn met de oorspronkelijke tarpan in het skelet en kleur is er geen genetisch bewijs dat deze moderne 'tarpans' ook echt hetzelfde zijn als de oorspronkelijke uitgestorven tarpan. Eén kenmerk van de echte tarpan dat zowel de gebroeders Heck als professor Vetulai niet konden terugfokken is: de rechtopstaande manen. Dat streven berustte kennelijk op een misverstand: verwarring met het przewalskipaard. Wel rechtopstaande manen maar zonder voorhoofdslok. Beide soorten manen komen voor bij paardachtigen, zie bij ezels, onagers, zebra's, maar hebben kennelijk een eigen erfelijke achtergrond.
Teruggefokte paarden werden ingevoerd in Nederland en werden van daaruit verspreid over Frankrijk, Duitsland, Groot-Brittannië, België, Litouwen en Bulgarije.